# Joe Johnson (basket-ball)
Pour les articles homonymes, voir Joe Johnson et Johnson.
Joe Marcus Johnson, né le 29 juin 1981 à Little Rock (Arkansas), est un joueur américain de basket-ball évoluant aux postes d'arrière et d'ailier.

## Carrière en NBA

### Débuts difficiles aux Celtics de Boston (2001-2002)
Issu de l'Université de l'Arkansas, il est sélectionné en dixième position lors de la draft 2001 par les Celtics de Boston où il ne jouera qu'une demi-saison. Au milieu de sa saison rookie, il est transféré aux Suns de Phoenix avec Randy Brown, Milt Palacio et un premier tour de draft contre Rodney Rogers et Tony Delk le 20 février 2002.

### Suns de Phoenix (2002-2005)
Johnson devient un joueur clé avec Phoenix inscrivant 15,2 points par match lors de ses trois saisons et demie avec les Suns. Il est considéré comme l'un des meilleurs shooteurs de NBA et il est renommé pour sa bonne tenue de balle pour sa taille (2,01 m).
Lors des playoffs 2005, Joe Johnson se blesse gravement au visage lors d'un dunk et est forfait pour le reste des playoffs; les Suns s'inclinent face aux futurs champions, les Spurs de San Antonio, 4 manches à 1.
Lors de l'été 2005, Johnson devient free agent et exprime le désir de quitter les Suns afin d'avoir un rôle plus important. Le 19 août 2005, un accord est finalisé et Johnson rejoint les Hawks d'Atlanta contre Boris Diaw et un futur premier tour de draft.

### Hawks d'Atlanta (2005-2012)

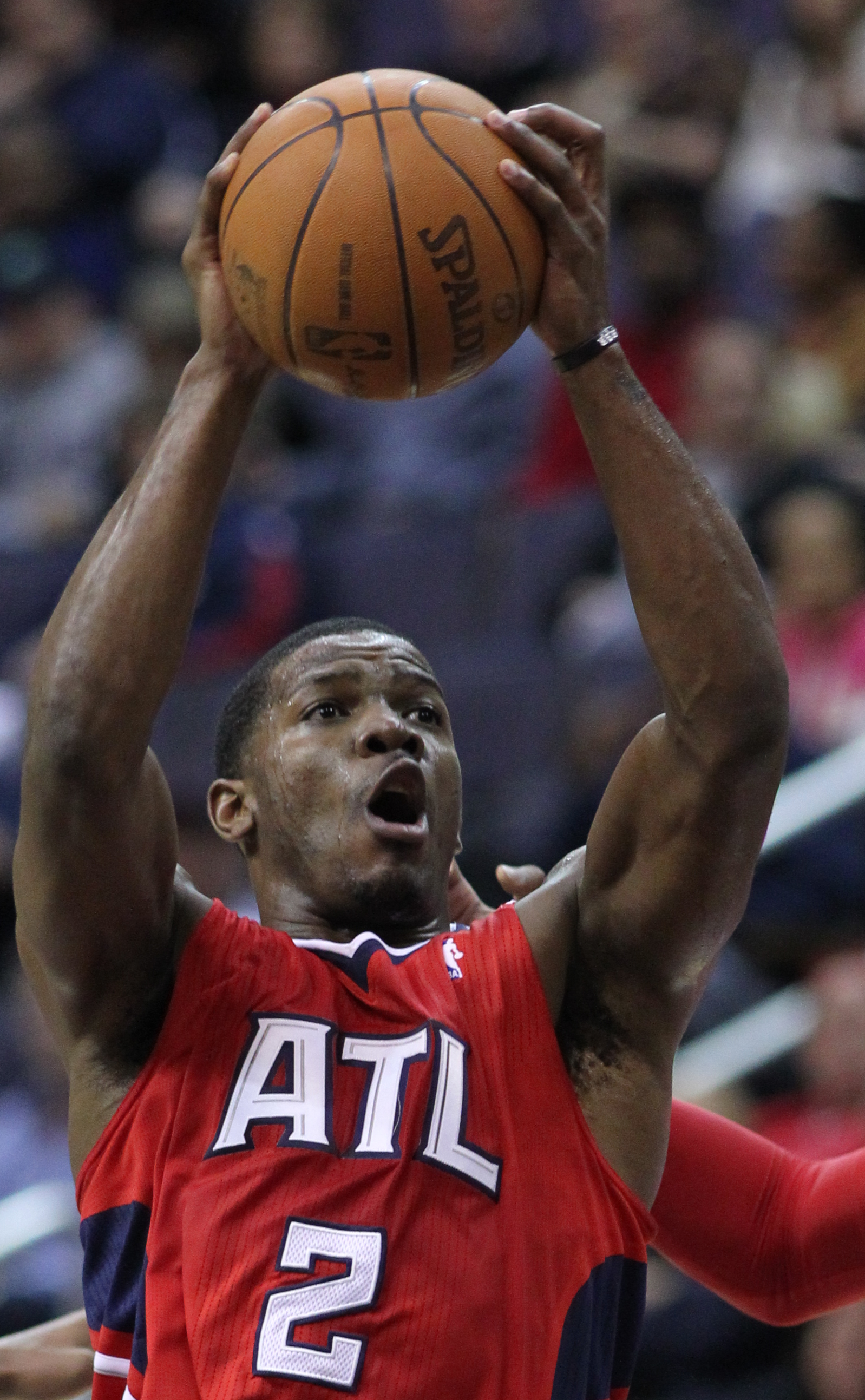
Joe Johnson en mars 2012.

Lors de sa première saison avec les Hawks, Johnson termine meilleur marqueur (20,2 points), passeur (6,5 passes décisives) et intercepteur (1,26 interception). Il est l'un des cinq joueurs de la ligue à inscrire au moins 20 points et six passes décisives en 2005-2006.
La meilleure performance offensive de Johnson est de 42 points le 7 mars 2006 contre les Warriors de Golden State et son record de passes décisives est de 17, réalisé le 13 mars 2006 lors d'une défaite face aux Bucks de Milwaukee.
Il fut sélectionné dans l'équipe américaine au championnat du monde 2006, qui remporta la médaille de bronze.
Johnson continua de progresser lors de la saison 2006-2007, avec des moyennes de 25,0 points, 4,4 passes décisives, 4,2 rebonds et 1,05 interceptions par match. Johnson fut nommé par David Stern dans l'équipe de l'Est du All-Star Game 2007, en remplacement de Jason Kidd blessé.
En 2008, Johnson participa de nouveau au All-Star Game en tant que remplaçant. Il fut aussi nommé joueur du mois de la Conférence Est à deux reprises durant la saison. Johnson inscrivit 21,7 points par match lors de cette saison, qualifiant les Hawks pour les playoffs pour la première fois depuis 9 ans.
Lors de la saison 2009-2010, les Hawks terminent 4e de la Conférence Est et sont éliminés au deuxième tour des playoffs par le Magic d'Orlando (4-0). Auteur d'une bonne saison individuellement, Joe Johnson (21,3 points à 45,8 % au tir, 5,8 passes décisives et 4,2 rebonds en moyenne) déçoit en playoffs plus particulièrement contre Orlando (11,8 points à 29,6 % au tir). Il est auteur d'une déclaration assez maladroite lors de cette série envers les fans. Il semblerait que Joe Johnson, free agent cet été-là, quitte Atlanta après cinq ans passés dans la franchise.
Contre toute attente, les Hawks lui proposent le contrat maximum qu'il accepte. Le 29 décembre 2010, en marquant 16 points face à Warriors de Golden State, il devient le 10e meilleur marqueur de l'histoire des Hawks en dépassant Lenny Wilkens (8 591).

### Nets de Brooklyn (2012-fév. 2016)

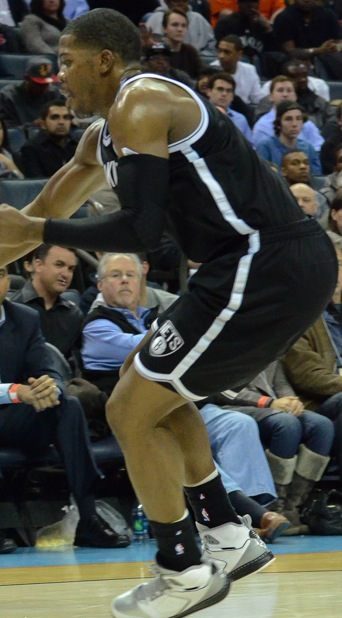
Joe Johnson en mars 2013.

Le 11 juillet 2012, il est envoyé aux Nets de Brooklyn, une équipe ambitieuse en totale reconstruction, dans un échange envoyant cinq joueurs à Atlanta (Anthony Morrow, Jordan Farmar, Jordan Williams, DeShawn Stevenson, Johan Petro et un second tour de la Draft 2017 de la NBA), les Nets récupèrent les 4 ans de contrat à 89 millions de dollars lui restant à percevoir,,.
Fin février 2016, les Nets de Brooklyn et lui négocient un rachat de son contrat. Le 25 février 2016, il est officiellement libéré par les Nets,.

### Heat de Miami (fév.-juil. 2016)
Fin février, Johnson rejoint le Heat de Miami pour renforcer leur attaque à trois points.

### Jazz de l'Utah (2016-fév. 2018)
Le 2 juillet 2016, Johnson signe au Jazz de l'Utah un contrat de 22 millions de dollars sur deux ans. Il se signale en inscrivant un buzzer-beater lors du match 1 du premier tour des Playoffs 2017 sur le parquet des Clippers de Los Angeles. Très performant tout au long de la série, il permet au Jazz de se qualifier (4-3), avant de voir son équipe sèchement éliminée en demi-finales de Conférence Ouest par le futur Champion, Golden State.
La saison 2017-2018 est plus compliquée pour Johnson, gêné par une blessure au poignet. Le Jazz, ayant perdu son Franchise Player Gordon Hayward l'été précédent, est en difficulté, et Johnson souhaite rejoindre une équipe jouant le titre NBA. Il demande officieusement son transfert et finit par être envoyé aux Kings de Sacramento dans un échange en triangle impliquant également les Cavaliers de Cleveland, lors de la trade-deadline 8 février 2018. Comme attendu, il est coupé par les Kings dans la foulée.

### Rockets de Houston (février 2018-juin 2018)
Le 15 février 2018, il rejoint officiellement les Rockets de Houston où il retrouve son ancien coach à Phoenix, Mike D'Antoni. L'entraîneur lui préfère des joueurs comme P. J. Tucker, Trevor Ariza, Luc Mbah a Moute ou encore Gerald Green à son poste, et Johnson joue peu. Il quitte les Rockets à l'issue de la saison, mais ne trouve pas de nouveau contrat en NBA pour la saison suivante.

### Champion et MVP en Big3 League (mars 2019-septembre 2019)
Il remporte la première édition de la Big3 League, créée par le rappeur Ice Cube, en 2019, ainsi que le titre de MVP avec son équipe des "Triplets". Lors de la finale contre les "Killer 3’s", remportée 50-39, il marque 28 points.

### Retour en NBA aux Pistons de Détroit (septembre-octobre 2019)
Le 12 septembre 2019, il signe un contrat d'un an partiellement garanti avec les Pistons de Détroit. Néanmoins, le 21 octobre 2019, il n'est pas conservé par la franchise du Michigan.

### Retour aux sources à Boston (2021-2022)
De nouveau MVP de la Big3 League en 2021 (la saison 2020 n'ayant pas eu lieu), il est testé par les Bucks de Milwaukee, futurs champions, en avril 2021, mais la franchise ne donne pas suite. En septembre, il déclare ne pas avoir fait une croix sur un retour en NBA. Le 22 décembre 2021, alors que de nombreux joueurs NBA sont placés à l'isolement en raison de la pandémie de Covid-19, Johnson rejoint les Celtics de Boston via un contrat de 10 jours, plus de 3 ans après avoir joué son dernier match en NBA. Il joue une seule rencontre et marque 2 points en 2 minutes.

## Palmarès

### En sélection nationale
- Médaillé de bronze au championnat du monde 2006.

### Distinctions personnelles

#### NBA
- 7 sélections au NBA All-Star Game en 2007, 2008, 2009, 2010, 2011, 2012 et 2014.
- All-NBA Third Team en 2010.
- NBA All-Rookie First Team en 2002.
- Joueur ayant passé le plus de temps sur le terrain en 2004 (3 331 minutes).

#### Big3 League
- MVP de la finale 2019
- Vainqueur de la saison 2019

## Statistiques

### Saison régulière
Légende :
gras = ses meilleures performances
| Saison        | Équipe        | Matchs | Titul. | Min./m | % Tir | % 3pts | % LF | Rbds/m. | Pass/m. | Int/m. | Ctr/m. | Pts/m. |
| ------------- | ------------- | ------ | ------ | ------ | ----- | ------ | ---- | ------- | ------- | ------ | ------ | ------ |
| 2001-2002     | Boston        | 48     | 33     | 20,9   | 43,9  | 27,3   | 76,9 | 2,90    | 1,54    | 0,69   | 0,21   | 6,33   |
| 2001-2002     | Phoenix       | 29     | 26     | 31,5   | 42,0  | 33,3   | 77,8 | 4,07    | 3,62    | 0,90   | 0,34   | 9,55   |
| 2002-2003     | Phoenix       | 82     | 34     | 27,5   | 39,7  | 36,6   | 77,4 | 3,22    | 2,56    | 0,76   | 0,23   | 9,79   |
| 2003-2004     | Phoenix       | 82     | 77     | 40,6   | 43,0  | 30,5   | 75,0 | 4,70    | 4,41    | 1,13   | 0,32   | 16,67  |
| 2004-2005     | Phoenix       | 82     | 82     | 39,5   | 46,1  | 47,8   | 75,0 | 5,15    | 3,55    | 0,96   | 0,29   | 17,07  |
| 2005-2006     | Atlanta       | 82     | 82     | 40,7   | 45,3  | 35,6   | 79,1 | 4,09    | 6,54    | 1,26   | 0,38   | 20,16  |
| 2006-2007     | Atlanta       | 57     | 57     | 41,4   | 47,1  | 38,1   | 74,8 | 4,19    | 4,37    | 1,05   | 0,19   | 25,02  |
| 2007-2008     | Atlanta       | 82     | 82     | 40,8   | 43,2  | 38,1   | 83,4 | 4,48    | 5,78    | 1,02   | 0,22   | 21,70  |
| 2008-2009     | Atlanta       | 79     | 79     | 39,5   | 43,7  | 36,0   | 82,6 | 4,38    | 5,76    | 1,06   | 0,24   | 21,37  |
| 2009-2010     | Atlanta       | 76     | 76     | 38,0   | 45,8  | 36,9   | 81,8 | 4,64    | 4,86    | 1,08   | 0,07   | 21,30  |
| 2010-2011     | Atlanta       | 72     | 72     | 35,5   | 44,3  | 29,7   | 80,2 | 4,04    | 4,69    | 0,65   | 0,10   | 18,22  |
| 2011-2012*    | Atlanta       | 60     | 60     | 35,4   | 45,4  | 38,8   | 84,9 | 3,68    | 3,85    | 0,78   | 0,22   | 18,82  |
| 2012-2013     | Brooklyn      | 72     | 72     | 36,7   | 42,3  | 37,5   | 82,0 | 3,03    | 3,51    | 0,68   | 0,19   | 16,25  |
| 2013-2014     | Brooklyn      | 79     | 79     | 32,6   | 45,4  | 40,1   | 81,5 | 3,42    | 2,73    | 0,59   | 0,13   | 15,76  |
| 2014-2015     | Brooklyn      | 80     | 80     | 34,9   | 43,5  | 35,9   | 80,1 | 4,80    | 3,65    | 0,74   | 0,17   | 14,43  |
| 2015-2016     | Brooklyn      | 57     | 57     | 33,9   | 40,6  | 37,1   | 85,2 | 3,93    | 4,07    | 0,70   | 0,04   | 11,77  |
| 2015-2016     | Miami         | 24     | 24     | 32,1   | 51,8  | 41,7   | 76,5 | 2,83    | 3,58    | 0,88   | 0,08   | 13,38  |
| 2016-2017     | Utah          | 78     | 14     | 23,6   | 43,6  | 41,1   | 81,8 | 3,10    | 1,80    | 0,50   | 0,20   | 9,20   |
| 2017-2018     | Utah          | 32     | 3      | 21,9   | 42,0  | 27,4   | 83,3 | 3,30    | 1,40    | 0,40   | 0,20   | 7,30   |
| 2017-2018     | Houston       | 23     | 1      | 22,0   | 38,1  | 27,9   | 95,2 | 2,80    | 1,70    | 0,30   | 0,00   | 6,00   |
| Carrière      | Carrière      | 1 276  | 1 091  | 34,7   | 44,1  | 37,1   | 80,2 | 4,00    | 3,90    | 0,80   | 0,21   | 16,00  |
| All-Star Game | All-Star Game | 6      | 1      | 16,9   | 39,0  | 31,0   | 0,0  | 0,83    | 1,33    | 1,17   | 0,00   | 6,83   |

Note: *La saison 2011-2012 a été réduite à 66 matchs en raison d'un Lock out.

Dernière modification le 14 mai 2018

### Playoffs
| Saison   | Équipe   | Matchs | Titul. | Min./m | % Tir | % 3pts | % LF | Rbds/m. | Pass/m. | Int/m. | Ctr/m. | Pts/m. |
| -------- | -------- | ------ | ------ | ------ | ----- | ------ | ---- | ------- | ------- | ------ | ------ | ------ |
| 2003     | Phoenix  | 6      | 0      | 27,3   | 27,5  | 15,4   | 40,0 | 4,33    | 1,33    | 0,67   | 0,33   | 5,33   |
| 2005     | Phoenix  | 9      | 9      | 39,4   | 50,4  | 55,6   | 69,7 | 4,33    | 3,33    | 1,11   | 0,44   | 18,78  |
| 2008     | Atlanta  | 7      | 7      | 39,3   | 40,9  | 44,4   | 90,9 | 3,86    | 4,00    | 0,29   | 0,00   | 20,00  |
| 2009     | Atlanta  | 11     | 11     | 39,0   | 41,7  | 34,3   | 62,2 | 4,45    | 3,55    | 1,27   | 0,00   | 16,36  |
| 2010     | Atlanta  | 11     | 11     | 40,0   | 38,7  | 22,0   | 81,0 | 5,09    | 5,00    | 0,91   | 0,27   | 17,91  |
| 2011     | Atlanta  | 12     | 12     | 41,4   | 43,9  | 42,9   | 81,0 | 4,58    | 3,33    | 1,08   | 0,08   | 18,83  |
| 2012     | Atlanta  | 6      | 6      | 40,5   | 37,3  | 25,0   | 75,0 | 3,50    | 3,50    | 1,33   | 0,17   | 17,17  |
| 2013     | Brooklyn | 7      | 7      | 38,8   | 41,7  | 25,6   | 88,9 | 3,14    | 2,71    | 1,14   | 0,00   | 14,86  |
| 2014     | Brooklyn | 12     | 12     | 39,1   | 53,3  | 41,5   | 83,7 | 3,83    | 2,92    | 0,50   | 0,25   | 21,17  |
| 2015     | Brooklyn | 6      | 6      | 41,6   | 36,2  | 29,3   | 79,2 | 7,67    | 4,83    | 1,17   | 0,00   | 16,50  |
| 2016     | Miami    | 14     | 14     | 35,2   | 43,0  | 28,9   | 87,5 | 4,64    | 2,50    | 0,57   | 0,21   | 12,14  |
| 2017     | Utah     | 11     | 2      | 29,7   | 43,6  | 33,3   | 73,3 | 3,90    | 2,50    | 0,50   | 0,10   | 12,90  |
| Carrière | Carrière | 112    | 97     | 37,6   | 42,8  | 34,1   | 77,9 | 4,48    | 3,36    | 0,90   | 0,17   | 16,20  |

Dernière modification le 2 octobre 2017

## Records sur une rencontre en NBA
Les records personnels de Joe Johnson en NBA sont les suivants, :
| Type de statistique        | Saison régulière | Saison régulière          | Saison régulière | Playoffs | Playoffs             | Playoffs      |
| Type de statistique        | Record           | Adversaire                | Date             | Record   | Adversaire           | Date          |
| -------------------------- | ---------------- | ------------------------- | ---------------- | -------- | -------------------- | ------------- |
| Points                     | 42               | Warriors de Golden State  | 7 mars 2006      | 35       | Celtics de Boston    | 28 avril 2008 |
| Paniers marqués            | 17               | Magic d'Orlando           | 19 mars 2006     | 15       | @ Heat de Miami      | 14 mai 2014   |
| Paniers tentés             | 34               | SuperSonics de Seattle    | 16 novembre 2007 | 28       | @ Celtics de Boston  | 4 mai 2012    |
| Paniers à 3 points réussis | 10               | 76ers de Philadelphie     | 16 décembre 2013 | 6        | Heat de Miami        | 3 mai 2009    |
| Paniers à 3 points tentés  | 14               | 3 fois                    | 3 fois           | 9        | 2 fois               | 2 fois        |
| Lancers francs réussis     | 14               | @ Clippers de Los Angeles | 2 janvier 2011   | 12       | Heat de Miami        | 29 avril 2009 |
| Lancers francs tentés      | 17               | @ Clippers de Los Angeles | 2 janvier 2011   | 15       | Heat de Miami        | 29 avril 2009 |
| Rebonds offensifs          | 6                | Clippers de Los Angeles   | 10 novembre 2005 | 7        | Magic d'Orlando      | 28 avril 2011 |
| Rebonds défensifs          | 11               | @ Bulls de Chicago        | 30 décembre 2014 | 9        | @ Hawks d'Atlanta    | 22 avril 2015 |
| Rebonds totaux             | 12               | 2 fois                    | 2 fois           | 10       | 2 fois               | 2 fois        |
| Passes décisives           | 17               | @ Bucks de Milwaukee      | 13 mars 2006     | 9        | @ Bucks de Milwaukee | 26 avril 2010 |
| Interceptions              | 6                | Suns de Phoenix           | 25 janvier 2009  | 5        | 2 fois               | 2 fois        |
| Contres                    | 4                | SuperSonics de Seattle    | 22 février 2006  | 2        | 3 fois               | 3 fois        |
| Balles perdues             | 9                | @ Spurs de San Antonio    | 31 décembre 2006 | 6        | Magic d'Orlando      | 24 avril 2011 |
| Minutes jouées             | 57               | @ Knicks de New York      | 15 mars 2006     | 48       | @ Bulls de Chicago   | 27 avril 2013 |

- Double-double : 52 (dont 2 en playoffs)
- Triple-double : 2

## Salaires
| Année       | Équipe      | Salaire       |
| ----------- | ----------- | ------------- |
| 2001-2002   | Celtics     | 1 608 840 $   |
| 2002-2003   | Suns        | 1 729 560 $   |
| 2003-2004   | Suns        | 1 850 160 $   |
| 2004-2005   | Suns        | 2 358 954 $   |
| 2005-2006   | Hawks       | 12 000 000 $  |
| 2006-2007   | Hawks       | 12 744 189 $  |
| 2007-2008   | Hawks       | 13 488 377 $  |
| 2008-2009   | Hawks       | 14 232 567 $  |
| 2009-2010   | Hawks       | 14 976 754 $  |
| 2010-2011   | Hawks       | 16 324 500 $  |
| 2011-2012*  | Hawks       | 18 038 573 $  |
| 2012-2013   | Nets        | 19 752 645 $  |
| 2013-2014   | Nets        | 21 466 718 $  |
| 2014-2015   | Nets        | 23 180 790 $  |
| 2015-2016   | Nets        | 24 894 863 $  |
| 2015-2016   | Heat        | 414 481 $     |
| Total Gains | Total Gains | 199 061 971 $ |
| 2016-2017   | Utah        | 11 000 000 $  |
| 2017-2018   | Utah        | 11 000 000 $  |

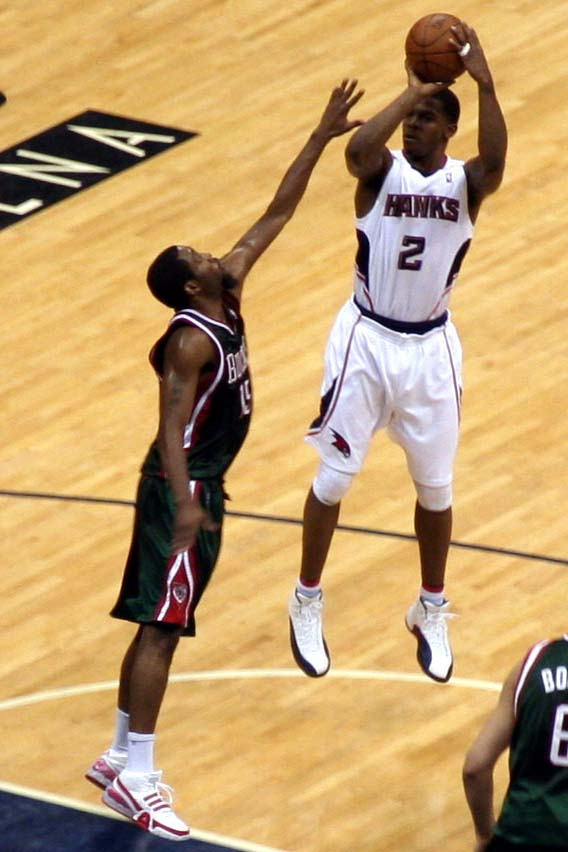
Joe Johnson en février 2010.

Note : * En 2011, le salaire moyen d'un joueur évoluant en NBA est de 5 150 000 $.

## Pour approfondir